# Складской мезонин
Складской мезонин — многоярусная металлическая стеллажная конструкция, разделённая этажами с напольными панелями, выполненными из ДСП, фанеры, профилированного листа, решётчатого настила или сплошного металлического листа с насечкой. Мезонины были разработаны для максимального использования высоты помещения за счёт увеличения этажности склада. Основные типы конструкций мезонинных стеллажей:
- Стеллажный (полочный, паллетно/полочный и т.д.) – основными составляющими данной конструкции служат стандартные используемые при сборке фронтальных, набивных, полочных стеллажей. Из дополнительных элементов можно выделить лестницы, настил пола, перила, ворота и т.д.
- Тяжелый(строительный) – основные несущие элементы это гостированный прокат(двутавр,труба, швеллер и т.д.), данный тип мезонинов актуален во-первых для обеспечения большего пролета между стойками на нулевом уровне склада, во-вторых в случае больших заявленных нагрузок на мезонин, когда элементы стеллажного мезонина не способны обеспечить необходимую несущую способность.
- Комбинированный – в качестве несущей конструкции используются элементы тяжелого мезонина, а каркас для полочного хранения формируют уже элементы стеллажей.

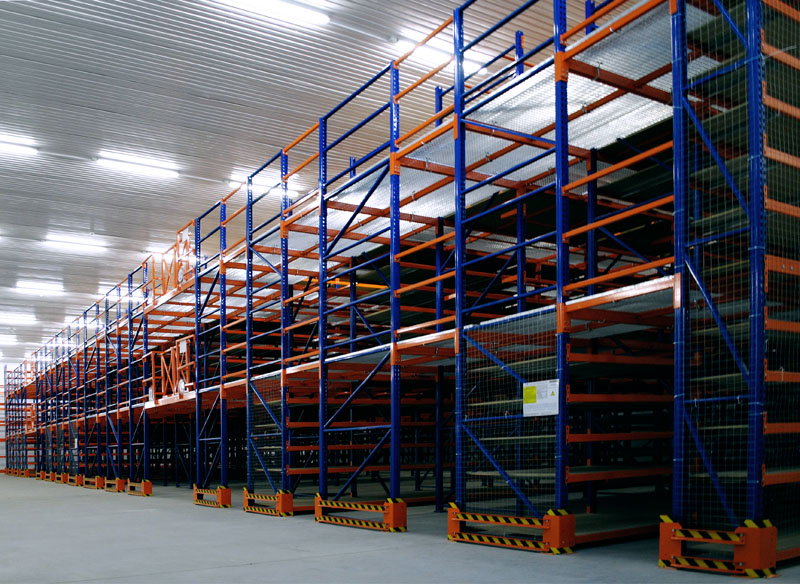
Многоярусная стеллажная система

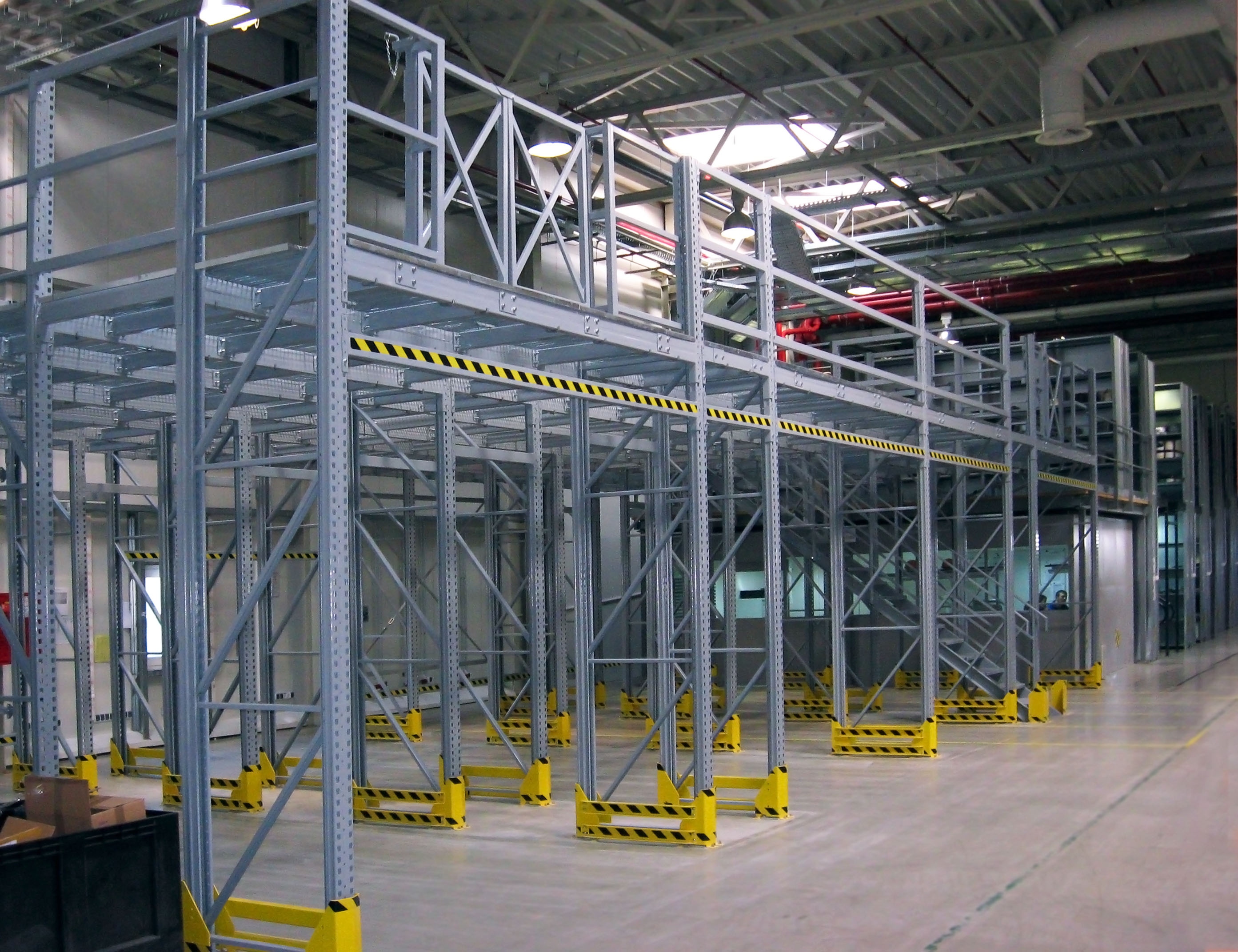
Мезонин на платформе

Мезонинная конструкция позволяет увеличить полезную площадь склада, используется для размещения офисного пространства, легких стеллажных конструкций, дополнительных торговых площадей.
Мезонин легко интегрируется с остальными типами грузовых и полочных стеллажей, и может быть как отдельно стоящая конструкция, так и на базе грузовых или полочных стеллажей.
Несущей частью мезонина являются стеллажи. Это могут быть фронтальные либо полочные стеллажи. То что стеллажи являются силовой частью конструкции мезонина, исключает возможность свободной их расстановки.
Конструкция стеллажей включает в себя следующие элементы:
- вертикальные стойки, длина которых определяет высоту стеллажа (до 12 м),
- горизонтальные балки, воспринимающие вес груза (в случае полочных стеллажей, вместо балок используются полки),
- диагональные раскосы, соединяющие вертикальные балки между собой и обеспечивающие необходимую жёсткость конструкции.

Обычно составные части стеллажей выполняются из гнутого перфорированного профиля. Гнутый профиль позволяет обеспечивать достаточную устойчивость и прочность конструкции, при небольшой металлоёмкости. Отверстия в вертикальных стойках служат для крепления горизонтальных балок либо полок. Небольшой шаг отверстий позволяет легко адаптировать конструкцию стеллажа под различные типы грузов.

Напольные панели достаточно прочны для того чтобы выдержать не только вес рабочих, но и лёгкой складской техники, такой как ручная гидравлическая тележка, транспаллета, электрокар, ручной гидравлический штабелёр.
Преимущества мезонина:
- увеличение коэффициента полезного использования пространства на 100 % и более;
- процесс обработки товара выполняется одновременно на нескольких уровнях;
- полностью разборная конструкция, что позволяет изменять и перемещать её в зависимости от обстоятельств.

В мезонине возможно совмещение стеллажей любого типа: паллетных, консольных, полочных. Они дают возможность работать одновременно на нескольких уровнях, давая быстрый доступ к любому товару на любом уровне, обеспечивая рациональную организацию складских потоков. Подъём сотрудников на верхние этажи мезонина осуществляется с помощью лестниц, оснащённых перилами. Для загрузки товаров на верхние этажи мезонина используются подъёмные механизмы (подъёмные столы), лифтовое оборудование или складская техника (штабелёры, погрузчики).
В складских помещениях класса А мезонином часто также называют надстройку над зоной комплектации и отгрузки (антресоль). По факту это встроенный балкон, который опять же можно использовать как складские площади, в том числе и для постройки на них стеллажных систем разного назначения. Необходимо понимать, что нагрузка на пол на таких балконах ниже, чем у основного склада. Товар в зону мезонина доставляется с помощью штабелеров или подъемного стола/лифта